# Битва за Эль-Аламейн (фильм)
«Битва за Эль-Аламейн» (итал. La battaglia di El Alamein; фр. La Bataille d’El Alamein) — итало-французский военный фильм 1969 года, снятый режиссёром Джорджо Феррони, повествующий о Втором сражении при Эль-Аламейне.

## Сюжет
Август 1942 года. Северная Африка. В результате морской блокады, осуществляемой союзниками, танковая армия «Африка» генерал-фельдмаршала Роммеля, остронуждающаяся в топливе, застряла в песках и не может продолжать наступление. После отстранения от командования генерала Окинлека командующим 8-й британской армии становится генерал Монтгомери. Новый командующий намерен исправить ошибки своего предшественника и полон решимости наступать на ослабленную армию Роммеля, испытывающую усталость личного состава и дефицит горючего для танков…

## В ролях
| Актёр                | Роль                                      |
| -------------------- | ----------------------------------------- |
| Фредерик Стаффорд    | лейтенант Джорджо Борри                   |
| Джордж Хилтон        | лейтенант Грэм                            |
| Робер Оссейн         | генерал-фельдмаршал Эрвин Роммель         |
| Майкл Ренни          | генерал Бернард Лоу Монтгомери            |
| Энрико Мария Салерно | сержант-майор Клаудио Борри               |
| Ира фон Фюрстенберг  | Марта                                     |
| Марко Гульельми      | капитан Хуберт                            |
| Этторе Манни         | итальянский капитан                       |
| Жерар Хертер         | генерал Шварц                             |
| Джузеппе Аддоббати   | генерал Георг Штумме                      |
| Саль Борджезе        | Капоу                                     |
| Лучано Катеначчи     | сержант О’Хара (в титрах — Лучано Лоркас) |
| Нелло Паццафини      | итальянский сержант                       |
| Ренато Романо        | генерал Клифтон                           |
| Эдоардо Тониоло      | майор Бейкер                              |
| Манлио Бузони        | генерал Этторе Бастико                    |
| Том Феллеги          | генерал Вильгельм фон Тома                |

## Съёмочная группа
- Режиссёр: Джорджо Феррони (в титрах — Кэлвин Джексон Пэджет)
- Продюсеры: Мино Лой, Лучано Мартино
- Сценаристы: Эрнесто Гастальди, Ремиджо Дель Гроссо
- Оператор: Серджо Д’Оффици
- Композитор: Карло Рустикелли